# Capela de São Brás (Bombarral)
A Capela de São Brás, ou Ermida de São Brás, situa-se no actual cemitério do Bombarral.
Data do século XV tendo sido reconstruída após o terramoto de 25 de janeiro de 1531.
Está classificada como Imóvel de Interesse Municipal desde 1996.

## História
Destaca-se na capela, além da imagem de São Brás, o túmulo de Luís Henriques, fidalgo do século XIV-XV, um dos vinte homens a cavalo que acompanharam o Condestável D. Nuno Álvares Pereira em 1382, aquando do cerco de Lisboa pelo Rei de Castela D. João I, como conta a Crónica de D. João I, 1.ª parte, CXL, da autoria de Fernão Lopes.
Luís Henriques integrou a Ala dos Namorados na Batalha de Aljubarrota foi depois mantieiro-mor do mesmo Rei de Portugal D. João I, tendo recebido várias mercês no Bombarral, entre as quais se conta o Paço ou Casa da Coutada, onde hoje está sedeada a Câmara Municipal do Bombarral.
Luís Henriques foi tronco de uma extensa descendência até à actualidade, que se pode conhecer nas obras Luso-Descendentes da Índia Portuguesa, de Jorge Forjaz, edição da Fundação Oriente, ou em Gorjão Henriques, de Nuno Gorjão Henriques e Miguel Gorjão Henriques, 2 vols., Lisboa, 2006.
Os Henriques, do Bombarral usavam as armas de Henriques, conforme consta de Carta de Brasão de Armas concedida em 1631 a Bartolomeu Soares Henriques, publicada nos Brasões Inéditos, de José de Sousa Machado, em 1906, e republicada em 2003 por Nuno Borrego.